# Palatina
Palatina era el nom d'una de les quatre tribus primitives de Roma i una de les 35 tribus romanes amb dret de vot. El rei Ròmul la va organitzar i va rebre el seu nom del Palatí, un dels set turons de Roma, on van habitar, segons diu Varró.